# Paul Rother
Paul Rother (né le 5 janvier 1871 à Schweidnitz, Basse-Silésie et mort le 9 juin 1960 à Hambourg) est un maître facteur d'orgue allemand.

## Biographie
Après la mort du maître facteur hambourgeois Christian Heinrich Wolfsteller, Rother reprit en 1899 sa fabrique « Hamburger Orgelbauanstalt » et la dirigea jusqu'en 1950,. La mort de Rothers en 1958 entraîna celle de l'entreprise qui est placée sous le statut du Handwerksrolle (de) en 1960.

## Réalisations
| Année   | Lieu                            | Bâtiment                                           | Photo | Clavier | Registre | Remarques |
| ------- | ------------------------------- | -------------------------------------------------- | ----- | ------- | -------- | --- |
| 1904    | Kirchwerder                     | Église Saint-Séverin (de)                          |       |         |          | Reconstruction                                                                                                 |
| 1906    | Allermöhe                       | Église de la trinité                               |       |         |          | Création |
| 1906    | Fuhlsbüttel                     | Établissement pénitentiaire de Fuhlsbüttel (de)    |       |         |          | Création |
| 1911    | Ochsenwerder                    | Église Saint-Pancrace                              |       |         |          | Réparation |
| 1911-13 | Billwerder                      | Saint-Nicolas                                      |       |         |          | Création; unique orgue baroque du nord de l'Allemagne, qui peut imiter tous les sons d'un orchestre au complet |
| 1914    | Altona, aujourd'hui Sankt Pauli | Église Saint-Joseph (de)                           |       |         |          | Rénovation |
| 1914    | Winterhude                      | École d'érudition Saint-Jean, Maria-Louisen-Straße |       |         |          | Création |
| 1916    | Eppendorf                       | Église Saint-Jean (de)                             |       |         |          | Reconstruction                                                                                                 |
| 1921    | Eilbek                          | Église de la réconciliation                        |       |         |          | Création |
| 1927    | Hambourg                        | Temple israélite                                   |       |         |          | Création |
| 1924    | Uhlenhorst                      | Église Sainte-Gertrude (de)                        |       |         |          | Réparation |
| 1925    | Harvestehude                    | Église Saint-Jean (de)                             |       |         |          | Agrandissement                                                                                                 |
| 1929    | Hambourg                        | Saint Thomas                                       |       |         |          | Création |